# Чили на летних Олимпийских играх 1952
Команда Чили принимала участие в Летних Олимпийских играх 1952 года в Хельсинки (Финляндия) в восьмой раз за свою историю, и завоевала 2 серебряные медали.

## Медалисты
| Медаль  | Спортсмен                                    | Вид спорта   | Дисциплина                   |
| ------- | -------------------------------------------- | ------------ | ---------------------------- |
| Серебро | Оскар Кристи                                 | Конный спорт | Конкур, личное первенство    |
| Серебро | Оскар Кристи Сесар Мендоса Рикардо Эчеверриа | Конный спорт | Конкур, командное первенство |

## Результаты соревнований

### Академическая гребля
Соревнования в академической гребле на Играх 1952 года проходили с 20 по 23 июля. В следующий раунд из каждого заезда проходили несколько лучших экипажей (в зависимости от дисциплины). Впервые с 1928 года для проигравших в полуфинале спортсменов был введён ещё один отборочный заезд. В финал A выходили 5 сильнейших экипажей.
Мужчины
| Соревнование | Спортсмены    | Предварительный заезд | Предварительный заезд | Предварительный заезд | 1-й отборочный заезд | 1-й отборочный заезд | 1-й отборочный заезд | Полуфинал            | Полуфинал            | Полуфинал            | 2-й отборочный заезд | 2-й отборочный заезд | 2-й отборочный заезд | Финал                | Финал                |
| Соревнование | Спортсмены    | Заезд                 | Время                 | Место                 | Заезд                | Время                | Место                | Заезд                | Время                | Место                | Заезд                | Время                | Место                | Время                | Место                |
| ------------ | ------------- | --------------------- | --------------------- | --------------------- | -------------------- | -------------------- | -------------------- | -------------------- | -------------------- | -------------------- | -------------------- | -------------------- | -------------------- | -------------------- | -------------------- |
| одиночки     | Карлос Адуэса | 1                     | 8:22,3                | 5                     | 4                    | 8:08,9               | 2                    | завершил выступление | завершил выступление | завершил выступление | завершил выступление | завершил выступление | завершил выступление | завершил выступление | завершил выступление |